# Andrei Witaljewitsch Nelidow

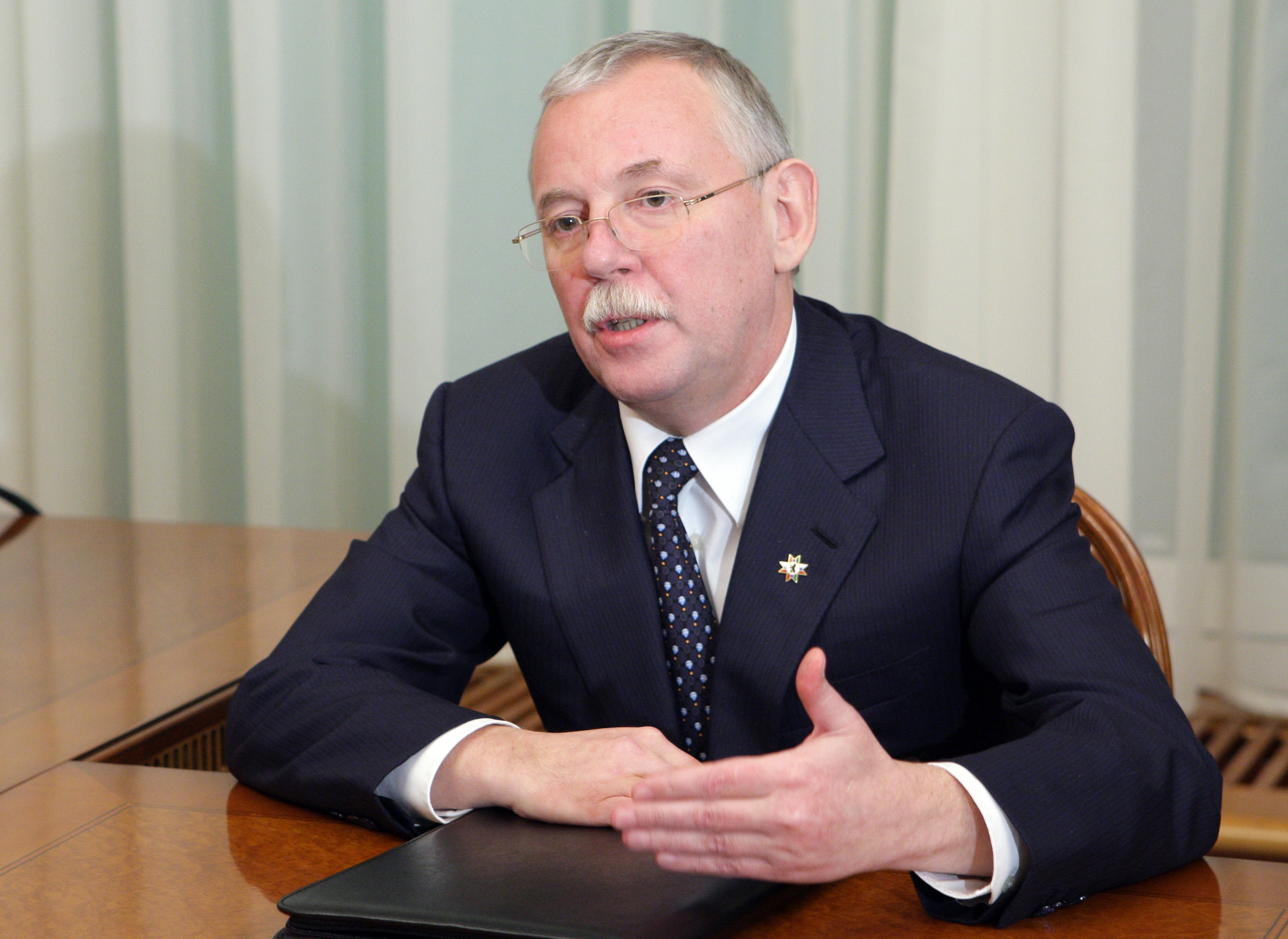
Andrei Witaljewitsch Nelidow, 2011

Andrei Witaljewitsch Nelidow (* 12. Juni 1957 in Leningrad) ist ein russischer Politiker und war von 2010 bis zu seinem Rücktritt am 22. Mai 2012 Präsident der Republik Karelien.

## Biographie
Andrei Nelidow ist studierter Wirtschaftsingenieur. Seine politische Karriere begann er 1996 als Vize-Gouverneur der Oblast Leningrad und Vorsitzender des Komitees für Forstwirtschaft. Nach der Wahlniederlage seines Förderers, Gouverneur Wadim Gustow 1999 wechselte Nelidow in die Privatwirtschaft. Von 2000 bis 2002 war er Präsident der Weißmeer-Onega-Schifffahrtsgesellschaft. 2001 kehrte er als Abgeordneter des Parlaments der Oblast Leningrad in die Politik zurück. Wegen seiner Weigerung, die Kandidatur des späteren Gouverneurs Waleri Serdjukow zu unterstützen, wurde er 2003 vorübergehend aus der Kremlpartei Einiges Russland ausgeschlossen. 2004 wurde Nelidow zum Vize-Parlamentspräsidenten gewählt. Seine Parteimitgliedschaft bei Einiges Russland wurde 2005 erneuert. Nach dem Rücktritt des Präsidenten der Republik Karelien, Sergei Katanandow, übernahm Nelidow Ende Juni 2010 zunächst kommissarisch dessen Amtsgeschäfte. Am 17. Juli 2010 wurde er von Präsident Dmitri Medwedew als neuer Präsident Kareliens nominiert. Am 21. Juli wurde er vom Regionalparlament ins Amt gewählt.
Anfang 2012 tauchte der Name von Nelidow in die vom Internationalen Anti-Korruptionskomitee erstellte und von der "Nowaja gaseta" veröffentlichte Liste der "126 korrupten Beamten" auf.
Am 22. Mai 2012 wurde Nelidow von seinem Amt als Oberhaupt der Republik Karelien entbunden.
Im Januar 2013 wurde er auf Anordnung des russischen Kulturministers Wladimir Medinski zum Direktor des Museums-Reservats "Kischii" ernannt.